# Hochschule für Musik und Theater Hamburg
La Hochschule für Musik und Theater Hamburg è uno dei più grandi conservatori in Germania.
Fu fondata nel 1950 come Staatliche Hochschule für Musik (Università pubblica di musica), sulla base dell'ex scuola privata di recitazione di Annemarie Marks-Rocke e Eduard Marks.
Gli studi comprendono vari tipi di musica, dalla musica sacra al jazz, alla musica pop, alla composizione, alla direzione, alla musica strumentale e al canto. L'accademia teatrale offre corsi di teatro e opera e regia in questi campi. Una terza accademia offre diplomi di studi scientifici ed educativi (musicologia, educazione musicale e terapia).
L'università si trova nel prestigioso Budge-Palais di Amburgo, il Rotherbaum all'Außenalster, vicino al centro della città.

## Direttori
- Philipp Jarnach (1950–59)
- Wilhelm Maler (1959–69)
- Hajo Hinrichs (1969–78)
- Hermann Rauhe (1978-2004)
- Michael von Troschke (da aprile a ottobre 2004)
- Elmar Lampson (da ottobre 2004)